# BanG Dream! (アニメ)
本項では、ブシロードによるメディアミックスプロジェクト『BanG Dream!』を原案としたアニメ作品について解説する。
各作品のシナリオは、アプリゲーム『バンドリ! ガールズバンドパーティ!』（以下：ガルパ）およびメディアミックス内の各作品とも関連しあっている。登場人物についてはBanG Dream!の登場人物を参照。

## テレビシリーズ

### BanG Dream!

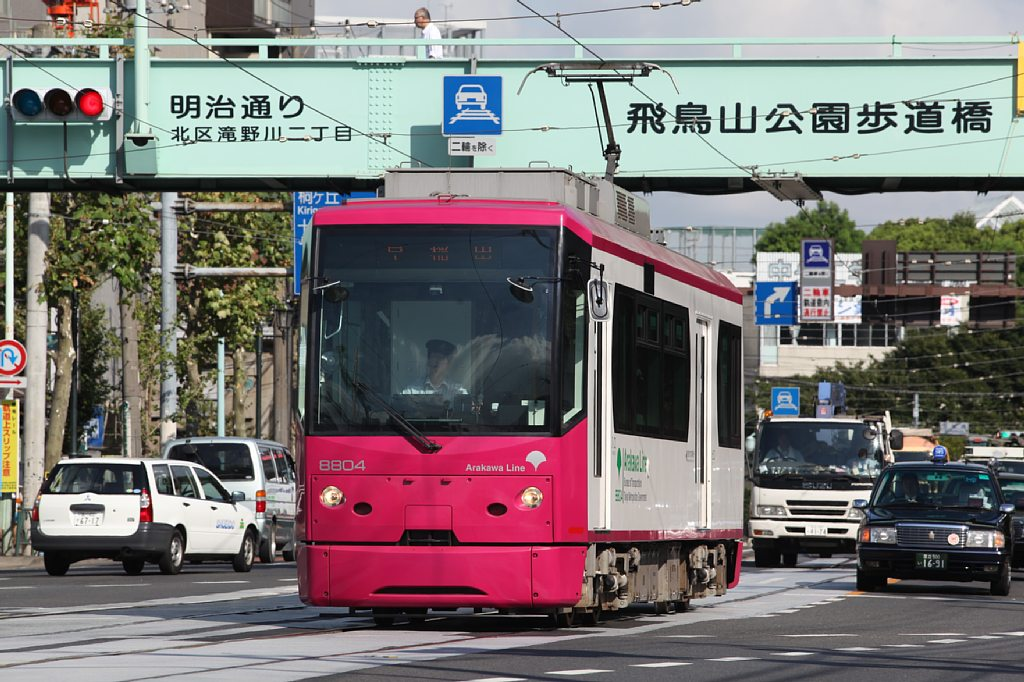
劇中でたびたび登場した都電荒川線（東京さくらトラム）

2017年1月から4月までTOKYO MXほかにて放送された『BanG Dream!』（以下：第1期）をはじめとするテレビシリーズで、同年8月19日にはOVAが先行放送された。『BanG Dream! 2nd Season』（以下：第2期）は2019年1月から3月まで放送された。『BanG Dream! 3rd Season』（以下：第3期）は当初2019年10月から放送を開始する予定だったが諸般の事情により放送が延期され、2020年1月から4月まで放送された。
第1期では、香澄がガールズバンド「Glitter*Green」に触発されたことがきっかけで「Poppin'Party」を結成するに至った物語が描かれる。また、物語の後半ではライブハウス・「SPACE」の閉店に伴い、「Poppin'Party」がラストライブに参加する場面がある。
第2期は第1期の1年後から物語が始まり、岐阜県から上京した少女・朝日六花と「Poppin'Party」の出会いや、「Roselia」をはじめとする様々なバンドとの交流が描かれている。さらに「Poppin'Party」のメンバー・花園たえが幼馴染の和奏レイと再会したり、中学生音楽プロデューサーのチュチュがRAISE A SUILENの結成に向けて動く様子も描かれている。
第3期では、東京都のライブハウス連盟主催のイベント「BanG Dream! Girls Band Challenge!（バンドリ！ガールズバンドチャレンジ！） 」に向け、Poppin'PartyとRAISE A SUILENの対決が描かれる。
第1期はブシロードとオー・エル・エムによる共同ブランドISSEN（イッセン）とXEBECの共同制作だったのに対し、第2期はサンジゲンによる3DCGアニメーションとして制作された、以降の作品もこの体制が取られた。
漫画
- - コミック版 BanG Dream!（第1期準拠）
  - BanG Dream! よんこま ばんどりっ！（第1期準拠）
  - バンバンドリドリ（第1期準拠）
  - RAiSe! The story of my music（第2期準拠）

### BanG Dream! Morfonication
BanG Dream! Morfonication（バンドリ！モルフォニケーション）は2022年7月28日と29日にかけてTOKYO MXとYouTubeの公式チャンネル「バンドリちゃんねる☆」にて放送されたスピンオフアニメであり、バンド・Morfonicaを主役に据えている。番組放送前の2022年7月25日からバーチャル展示会「Morfonication バーチャル展示会」が開催された。
あらすじ
前編
夏の夜、月ノ森女学院の1年生によるバンド「Morfonica」のボーカル・倉田ましろは夢の中で、仲間たちとともに、バンドのバイオリニスト・八潮瑠唯の家で夏休みの合宿を練ろうとした。ライブ後、ひょんなことからましろは中学時代のクラスメイトと出会う。そのころ、ギターの桐ヶ谷透子による夏休み計画は挫折してしまう。
ましろは帰宅しようとしたところ、中学時代のクラスメイトのことでフラッシュバックしたことによって黒い蝶が現れ、ましろから見た世界が歪んでしまう。
後編
夢から醒めたましろは夏休みを迎える。Morfonicaは新曲を仕上げるべく、月ノ森女学園の体育館で合宿を行うこととなった。
ましろは歌詞が思い浮かばず、再び黒い蝶が現れたために世界の歪みを感じてしまう夢を見る。しかし、他の4人から花火を勧められ、花火を通じてましろは「あの夏」を思い出したことで歌詞が仕上がり、新曲「寄る辺のSunny, Sunny」を披露して物語は完結する。
エンディングテーマ
「flame of hope -instrumental-」（前編）
作曲 - 上松範康 / 編曲 - 下田晃太郎
劇中歌
「寄る辺のSunny, Sunny」（後編）
作詞 - 織田あすか / 作曲・編曲 - 菊田大介 / 歌 - Morfonica

#### スタッフ
- 原作 - ブシロード
- 製作総指揮 - 木谷高明
- ストーリー原案 - 中村航、Craft Egg
- 総監督 - 柿本広大
- 監督 - 梅津朋美
- 脚本 - 小川ひとみ
- キャラクター原案 - Craft Egg
- キャラクターデザイン - Craft Egg,八森優香（サブ）
- モデリングディレクター - 岩市渉、横山貴央、諌山優、長谷井麻衣、藤野真吾
- リギングディレクター - 柏木亨
- 美術監督 - 渋谷幸弘
- 美術設定 - 成田偉保、真村躍
- 色彩設計 - 北川順子
- 撮影監督 - 井上麻梨
- CGIディレクター - 遠藤求、森田紘吏、大森大地
- 編集 - 日高初美
- 音響監督 - 飯田里樹
- 音楽 - 藤田淳平
- 音楽プロデューサー - 上松範康、藤田淳平
- 制作プロデューサー - 保住昇汰
- アニメーション制作 - サンジゲン
- 製作 - BanG Dream! Project

### BanG Dream! It's MyGO!!!!!
BanG Dream! It's MyGO!!!!!は、2023年6月から9月まで放送されたテレビシリーズで、MyGO!!!!!を主役に据えている。
また、これの再編集劇場版である『劇場版「BanG Dream! It's MyGO!!!!!」』の前編「春の陽だまり、迷い猫」が2024年9月27日に、後編「うたう、僕らになれるうた & FILM LIVE」が同年11月8日に公開された。

### BanG Dream! Ave Mujica
BanG Dream! Ave Mujicaは、2025年1月から3月まで放送されたテレビシリーズで、Ave Mujicaを主役に据えている。
上記の「BanG Dream! It's MyGO!!!!!」の続編にあたり、制作チームも続投。作品は放送より半年以上前の2024年春に完成・納品されている。最終話放送後、続編の制作が発表され、2025年8月14日には続編が制作中であることと新作ミニアニメ「元祖！バンドリちゃん」の製作が発表された。

## 劇場アニメ

### FILM LIVE
『劇場版「BanG Dream! FILM LIVE」』は、2019年9月13日に全国56館の劇場にて公開されたアニメ映画。アニメーション制作はテレビアニメ2期同様にサンジゲンが担当し、配給はブシロードが務める。
同作はPoppin'Partyから ハロー、ハッピーワールド！までの5組が登場するライブアニメーション作品であり、テレビアニメ第2期のライブシーンをベースにしつつも、舞台となるステージが変更されている。
2021年8月20日には第2作『劇場版「BanG Dream! FILM LIVE 2nd Stage」』が劇場公開され、前作「FILM LIVE」の出演バンドに加え、新規にMorfonicaとRAISE A SUILENが登場した。

### Episode of Roselia
2021年には『劇場版 BanG Dream! Episode of Roselia』が公開された。2021年4月23日に前編『I.約束』が、6月25日に後編『II.Song I am.』が公開された。
同作は『ガルパ』におけるRoseliaのバンドストーリーを映像化している一方、Poppin' Partyの香澄など、他のバンドの関係者も登場する。

### ぽっぴん'どりーむ！
2022年1月1日にはPoppin'Partyをメインにした『劇場版 BanG Dream! ぽっぴん'どりーむ！』が公開された。
本作は2020年に放送されたテレビシリーズ第3期の最終回にて告知が行われ、キャスト収録は2021年の夏ごろに行われた。

#### あらすじ（ぽっぴん'どりーむ！）
「Girls Band Challenge」の決勝後、出場バンドたちは、マスキの両親の友人である宇崎空から、グアムのパセオ・スタジアムで開催されるチャリティコンサート「Save the Dream」への出演に招かれる。Poppin'PartyとRAISE A SUILENはこの申し出を受け入れるが、Roseliaは「Future World Fes」に向けての準備を優先し、出演を辞退する。
グアムに到着した後、Poppin'Partyの手荷物が遅れて届いたため、ホテルへ向かうバスはRAISE A SUILENのみを乗せて先に出発してしまう。RASはその後、同じくイベントに出演予定のMorfonicaと出会い、共に時間を過ごす。
一方、Poppin'Partyは現地スタッフに案内され、ジョセフ・フローレス州知事ビーチパークに連れて行かれる。彼女たちはそこでアコースティック編成によるジャムセッションを行い、その演奏は自然の中で静かに響き渡った。演奏に胸を打たれたマスキは、つくしと共にビーチを歩くが、その途中でナマコを踏み、足を捻ってしまう。
ライブ当日、マスキは怪我を隠してステージに立とうとするが、沙綾に見抜かれ、近くの病院へ連れて行かれる。Morfonicaは開演を遅らせるためにトップバッターとして演奏を引き受け、マスキはRASの最後の曲の直前に会場へ戻り、無事にステージへ合流する。
トリを務めるPoppin'Partyの演奏中、突然スタジアムの照明がすべて落ち、観客たちは一瞬驚きに包まれる。しかしすぐに、頭上には満天の星空が広がり、観客たちはその光景に歓声を上げる。
それは、かつて香澄が「ホシノコドウ」を見出したときと同じ空だった。

#### スタッフ（ぽっぴん'どりーむ！）
- 原作 - ブシロード
- 製作総指揮 - 木谷高明
- ストーリー原案 - 中村航、Craft Egg
- 総監督 - 柿本広大
- 監督 - 植高正典
- シリーズ構成 - 綾奈ゆにこ
- 脚本 - 綾奈ゆにこ、後藤みどり
- キャラクター原案 - ひと和、Craft Egg
- アニメーションキャラクターデザイン - 植田和幸
- CGディレクター - 遠藤求、古賀公一郎
- 音楽 - Elements Garden
- アニメーション制作 - サンジゲン
- 配給 - ブシロード
- 製作 - BanG Dream!Project

## 特別番組
テレビアニメ第1期放送開始に先立ち、スペシャル番組『バンドリ！特BanG!』が4週連続で放送された。出演はPoppin'Party。
また、第8話の翌週には、2017年2月5日にTOKYO DOME CITY HALLにて開催された「BanG Dream! 3rd☆LIVE Sparklin' PARTY 2017!」の模様をダイジェスト放送する「BanG Dream! 3rd☆LIVE 特BanG!」が放送された。
なお、AbemaTVでは、最新話放送前に前回までの放送を振り返る声優陣出演生配信特番「バンフリ！」が岩井勇気（ハライチ）の司会で最新話配信直前に13話中計5度配信された。
2017年6月には、ライブ映像やガルパの新情報、テレビアニメ第1期の名シーンなどが放送の「BanG Dream!めざせ武道館特BanG!」が4週に渡り放送された。
2018年1月1日から1月2日にかけて、「バンドリ！＆ガルパ　お正月13時間スペシャル」が放送。OVAを含むテレビアニメ第1期全14話の放送やライブ映像、戸山姉妹＆牛込姉妹が登場する「月ブシTV お正月篇」が放送された。
2018年4月には3週連続で「5th☆LIVE直前 BanG Dream! ライブ特BanG!」が放送。1・2週目はPoppin'Party、3週目はRoseliaのこれまでのライブを映像で振り返った。
2018年7月29日には、5月12・13日に開催された「BanG Dream! 5th☆LIVE」を振り返る「BanG Dream! 5th☆LIVE 特BanG!」が放送された。
2019年1月2日から1月3日にかけて「24時間バンドリ！TV」が放送。YouTube Liveでもリアルタイムで配信された。主な内容は、ライブ映像やテレビアニメ1期の振り返り、バンドリ！TV特別版など。放送の終盤にテレビアニメ第2期が放送開始された。
2019年3月15日から3月16日にかけて「ガルパ2周年24時間TV」が放送。AbemaTVにて配信された。内容は、ガルパ2周年を記念した特集のほか「BanG Dream! 2nd Season」や「BanG Dream! ガルパ☆ピコ」の一挙放送やライブ映像の特集など。また、本番組終了後には「ガルパ2周年特番」が配信され、 合計27時間、バンドリ関連の配信が行われた。
2020年1月2日から1月3日にかけて「24時間バンドリ！TV」が放送。YouTube Liveでもリアルタイムで配信された。主な内容は、ライブ映像やテレビアニメ2期の振り返り、バンドリ！TV特別版などである。また、「24時間バンドリ！TV 2020」の延長戦として、テレビアニメ第1期・第2期の振り返り特番「24時間バンドリ！TV 延長戦　アニメ『BanG Dream! 3rd Season』直前SP」が2週連続で放送された。
| タイトル                                  | 放送日時                                            | 放送局                                     |
| ----------------------------------------- | --------------------------------------------------- | ------------------------------------------ |
| 「バンドリ！」特BanG!〜X'mas PARTY〜      | 2016年12月24日 土曜 22:00 - 22:30                   | AbemaTV                                    |
| 「バンドリ！」特BanG!〜New Year PARTY〜   | 2017年1月1日 日曜 21:00 - 21:30                     | TOKYO MX                                   |
| 「バンドリ！」特BanG!〜New Year PARTY〜   | 2017年1月2日 月曜 1:00 - 1:30                       | AbemaTV                                    |
| 「バンドリ！」特BanG!〜七草PARTY〜        | 各局放送開始日の2週前（1月7日以降）                 | ミヤギテレビおよび追加放送局を除く放送全局 |
| 「バンドリ！」特BanG!〜Count Down PARTY〜 | 各局放送開始日の1週前（1月14日以降）                | 追加放送局を除く放送全局                   |
| BanG Dream! 3rd☆LIVE 特BanG!              | 第8話の翌週（3月18日以降）                          | 追加放送局を除く放送全局                   |
| LIVE特BanG! feat.ガルパ                   | 第13話の翌週（4月29日以降）及び翌々週（5月6日以降） | 追加放送局を除く放送全局                   |
| BanG Dream!めざせ武道館特BanG!            | 「LIVE特BanG!」の4週後（6月3日以降）から4週連続     | ミヤギテレビおよび追加放送局を除く放送全局 |
| バンドリ！＆ガルパ お正月13時間スペシャル | 2018年1月1日 月曜 21:00 - 1月2日 火曜 10:00         | TOKYO MX                                   |
| 5th☆LIVE直前 BanG Dream! ライブ特BanG!    | OVA再放送の翌週（4月14日以降）から3週連続           | ミヤギテレビおよび追加放送局を除く放送全局 |
| BanG Dream! 5th☆LIVE 特BanG!              | 2018年7月29日                                       | テレビ愛知                                 |
| BanG Dream! 5th☆LIVE 特BanG!              | 2018年8月2日 木曜 23:00 - 23:30                     | TOKYO MX                                   |
| BanG Dream! 5th☆LIVE 特BanG!              | 2018年8月3日 金曜 0:30 - 1:00                       | サンテレビ                                 |
| 24時間バンドリ！TV                        | 2019年1月2日 水曜 23:30 - 1月3日 木曜 23:30         | TOKYO MX、YouTube Live                     |
| ガルパ2周年24時間TV                       | 2019年3月15日 金曜 18:00 - 3月16日 土曜 17:59       | AbemaTV                                    |
| 24時間バンドリ！TV                        | 2020年1月2日 木曜 23:00 - 1月3日 金曜 23:00         | TOKYO MX、YouTube Live、Periscope          |